# Baron Grey of Powis

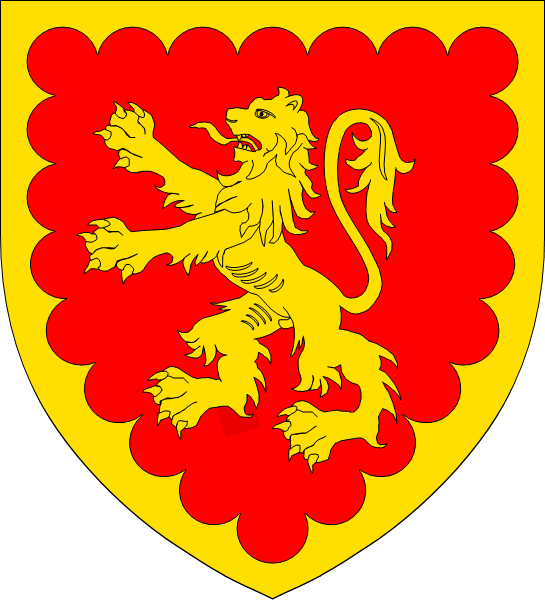
Wappen der Barons Grey of Powis

Baron Grey of Powis (auch Grey of Powys) war ein erblicher britischer Adelstitel in der Peerage of England.
Der Titel heißt streng genommen nur Baron Grey, der Ortszusatz nach dem Stammsitz der Barone, Powis Castle, wird gewöhnlich nur zur Unterscheidung von den anderen Baronien Grey mitgenannt.

## Verleihung
Der Titel wurde am 15. November 1482 für John Grey, 8. Lord of Powis, geschaffen, indem er durch Writ of Summons zum königlichen Parlament einberufen wurde. Er war ein Enkel des Henry Grey, Graf von Tancarville.
Der Titel erlosch beim Tod von dessen Enkel, dem 3. Baron, am 2. Juli 1551.

## Liste der Barons Grey of Powis (1482)
- John Grey, 1. Baron Grey of Powis (um 1371–1418)
- John Grey, 2. Baron Grey of Powis († 1430)
- Edward Grey, 3. Baron Grey of Powis (um 1404–1444)